# Angélica María
Angélica María, född Angélica María Hartman Ortiz 27 september 1944 i New Orleans i Louisiana, är en amerikansk-född mexikansk skådespelare och sångare. Hon debuterade som barnstjärna, och har kommit att kallas "La Novia de México" ("hela Mexikos fästmö").
Angélica María är mor till skådespelaren och sångaren Angélica Vale (f. 1975).